# Disneyklubben
Disneyklubben var ett Disneyorienterat barnprogram som ursprungligen sändes i SVT:s Kanal 1 under perioden 27 augusti 1992–31 december 1993. Programledare var Johan Petersson, Eva Röse och Alice Bah.

## Historik
Programmet sändes i tre säsonger under hösten 1992, våren 1993 och hösten 1993, och varje säsong bestod av 18 avsnitt. Den första säsongen sändes programmet på torsdagar på Disneydags gamla tid, men i januari 1993 flyttades programmet till fredagskvällarna. Denna förflyttning gjorde att programmet sändes på nyårsafton såväl 1992 som 1993. Efter nedläggningen av Disneyklubben fortsatte Kanal 1 sända Disneydags, precis som man redan gjort innan programmet startade.

## Innehåll
Programmet sändes från en studio med en rekvisita bestående av träd, broar, ett hus med en stor Musse Pigg-soffa och en stor TV-skärm. På TV-skärmen visades tecknade Disneyserier som Luftens hjältar och Piff och Puff - Räddningspatrullen och kortfilmer med bland andra Kalle Anka och Musse Pigg.
Man visade även reportage från bland annat Disneyland och bjöd på musikalisk underhållning i studion, med artister som det brittiska pojkbandet Take That, och svenska artister som Pernilla Wahlgren, Lili & Susie och Peter Jöback. I samma program som Peter Jöback medverkade intervjuade Alice Bah Peter Jöback och Myrra Malmberg i en studio när Disneyfilmen Aladdin dubbades till svenska. Disneyledningen stoppade den brittiska syntpopduon Erasure från att i augusti 1992 medverka i Disneyklubben med motiveringen att sångaren Andy Bells öppet homosexuella läggning ansågs vara "opassande".
Programmet innehöll förutom Disney även inslag med fokus på svensk barnkultur. Som exempel kan nämnas de återkommande dramatiseringarna av Birgitta Lilliehööks serier om de två flickorna Spara och Slösa, där Röse och Bah spelade rollerna som Spara och Slösa, medan Peterson stod för själva uppläsningen av historierna. Det förekom även reportage om svenska serieskapare, exempelvis Kronbloms tecknare Gunnar Persson.
I ett annat inslag uppmanades tittarna att skriva in och berätta om allehanda "hjältedåd". Den som bedömdes ha utfört den mest hjältemodiga insatsen utsågs till "Veckans hjälte". Till "Årets hjälte" 1992 utsågs en pojke som behandlats för cancersjukdom; vinsten blev en resa till Euro Disney i Paris, Frankrike.

## Utmärkelser
I TV-programmet Folktoppen röstades Disneyklubben i september 2006 fram som det fjärde bästa barnprogrammet genom tiderna i svensk TV.